# Hoodoo
El Hoodoo o Voodoo de Nova Orleans és una forma de màgia utilitzada per la població afroamericana del sud dels EUA Aquesta màgia, també coneguda com a encanteri, inclou la tradició de la pràctica de màgia que es va desenvolupar a partir del sincretisme d'un nombre de diferents cultures i tradicions màgiques portades des d'Àfrica.
El Hoodoo incorpora pràctiques tradicionals de diverses religions com les religions tradicionals africanes, pràctiques dels indígenes d'Amèrica, tradicions d'alguns països d'Europa i pràctiques màgiques de grimori. Si bé les pràctiques populars com el Hoodoo són fenòmens culturals, la qual cosa és especialment innovador en aquesta tradició és la "extraordinàriament eficaç utilització de figures bíbliques" en les seves pràctiques i en la vida dels seus practicants.
La paraula Hoodoo va ser documentada per primera vegada en anglès nord-americà en 1875 i va ser classificada com un nom o un verb transitiu. El Hoodoo és sovint utilitzat per descriure un encanteri o poció, però també pot ser utilitzat com un adjectiu per descriure a un practicant. Alguns sinònims regionals per Hoodoo són: invocació, encanteri o bruixeria.
No són tots sinònims, no obstant això. Per exemple, bruixeria com a sinònim és problemàtic, en el sentit que pot implicar un judici moral negatiu sobre la pràctica del Hoodoo, o pot ser confós amb la contemporània religió Wicca. D'altra banda, es considera que un metge Hoodoo no s'ha d'entendre com un rootworker, si ell o ella no utilitza les arrels i les herbes en les seves pràctiques màgiques. Per tant, el rootwork (treball d'arrel) pot entendre's com una subcategoria o un tipus de pràctica del Hoodoo.